# Veronetta

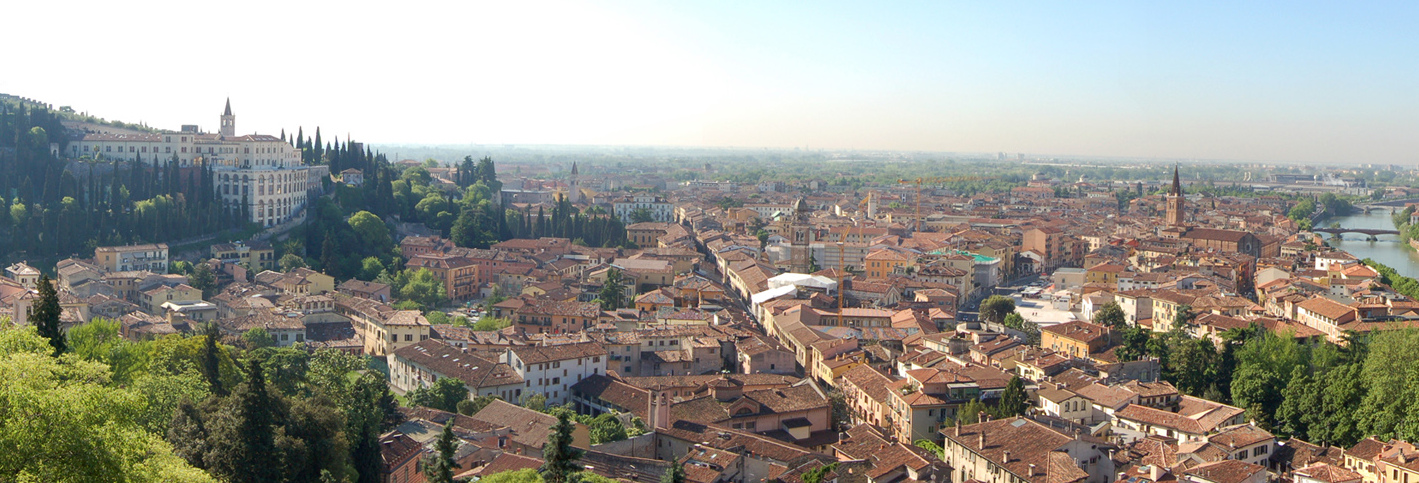
Panorama Werony

Veronetta – dzielnica Werony, położona nad lewym przegiem Adygi w stosunku do centrum historycznego. Dzielnica jest zamieszkana przez 10.235 osób.
Veronetta reprezentuje pierwszą grupę mieszkalną w mieście. Posiada pozostałości teatru rzymskiego i fortu austriackiego znanego jako Zamek świętego Piotra, na wzgórzu świętego Piotra, który góruje się nad miastem.
Po trzęsieniu ziemi z 3 stycznia 1117, które zniszczyło niemal całe miasto, również w Veronetta rozpoczęto odbudowy: zostały wzniesione nowe mury, które objęły kościoły Santo Stefano, San Giovanni in Valle i Santa Maria in Organo. W dzielnicy zostały zbudowane również inne kościoły, takie jak kościół San Siro i San Nazaro e Celso.
W XVI wieku została wzniesiona Porta Vescovo, która jeszcze dziś odgranicza wschodnią część dzielnicy.
W 1801, wraz z przyjazdem napoleońskim do Włoch, miasto zostało podzielone na dwie części: lewy brzeg Adygi, właśnie Veronetta, została przydzielona austriakom, natomiast prawy brzeg francuzom. Od tego czasu narodził się zwyczaj nazywania części poddanej austriakom imieniem Veronetta, z francuskiego «Veronette», początkowo z pogardliwym akcentem. Miasto zostało zjednoczone aż w 1805 roku, pod władzą Francji. 
Wraz z ponownym podbiciem przez austriaków, Veronetta została zaopatrzona w różne magazyny wojskowe dla oddziałów imperium Austro-Węgier. Właśnie po opuszczeniu przez austriaków Werony i powodzi w 1882 roku Veronetta popadła w biedę, i figurowała jako dzielnica biedoty.
Dopiero w 1973 roku, wraz ze specjalnym planem, rozpoczęto przywracać dawny stan dzielnicy.
Dziś Veronetta jest również dzielnicą wieloetniczną, jako że zamieszkuje ją wielu obywateli zagranicznych, i jej wschodnia część jest dzielnicą uniwersytecką, jak również główną siedzibą Uniwersytetu w Weronie.